# Diecéze Anápolis
Diecéze Anápolis je římskokatolická diecéze nacházející se v Brazílii.

## Území
Zahrnuje území devatenácti měst státu Goiás: Anápolis, Abadiânia, Alexânia, Campo Limpo de Goiás, Cocalzinho de Goiás, Corumbá de Goiás, Damolândia, Goianápolis, Jaraguá, Jesúpolis, Nerópolis, Nova Veneza, Ouro Verde de Goiás, Petrolina de Goiás, Pirenópolis, Santa Rosa de Goiás, São Francisco de Goiás, Terezópolis de Goiás a Vila Propício.
Biskupským sídlem je město Anápolis, kde se nachází hlavní chrám, katedrála Bom Jesus.

## Historie
Diecéze byla zřízena 11. října 1966 bulou De animarum utilitate papeže Pavla VI. z části území arcidiecéze Goiânia.
Dne 29. března 1989 byla část území včleněna do diecéze Luziânia.

## Seznam biskupů
- Epaminondas José de Araújo (1966–1978)
- Manuel Pestana Filho (1978–2004)
- Jan Kazimierz Wilk, O.F.M. Conv. (od 2004)